# Bains-les-Bains
Bains-les-Bains és un municipi francès, situat al departament dels Vosges i a la regió del Gran Est. L'any 2007 tenia 1.339 habitants.

## Demografia

### Població
El 2007 la població de fet de Bains-les-Bains era de 1.339 persones. Hi havia 568 famílies, de les quals 228 eren unipersonals (68 homes vivint sols i 160 dones vivint soles), 156 parelles sense fills, 124 parelles amb fills i 60 famílies monoparentals amb fills.
La població ha evolucionat segons el següent gràfic:
Habitants censats

### Habitatges
El 2007 hi havia 994 habitatges, 589 eren l'habitatge principal de la família, 287 eren segones residències i 118 estaven desocupats. 560 eren cases i 429 eren apartaments. Dels 589 habitatges principals, 371 estaven ocupats pels seus propietaris, 188 estaven llogats i ocupats pels llogaters i 30 estaven cedits a títol gratuït; 13 tenien una cambra, 34 en tenien dues, 96 en tenien tres, 192 en tenien quatre i 254 en tenien cinc o més. 384 habitatges disposaven pel capbaix d'una plaça de pàrquing. A 319 habitatges hi havia un automòbil i a 142 n'hi havia dos o més.

### Piràmide de població
La piràmide de població per edats i sexe el 2009 era:
| Homes | Edats   | Dones |
| ----- | ------- | ----- |
| 0     | 95 o +  | 8     |
| 4     | 90 a 94 | 20    |
| 4     | 85 a 89 | 20    |
| 0     | 80 a 84 | 12    |
| 32    | 75 a 79 | 60    |
| 36    | 70 a 74 | 56    |
| 48    | 65 a 69 | 68    |
| 36    | 60 a 64 | 44    |
| 24    | 55 a 59 | 48    |
| 44    | 50 a 54 | 24    |
| 68    | 45 a 49 | 64    |
| 28    | 40 a 44 | 36    |
| 40    | 35 a 39 | 60    |
| 48    | 30 a 34 | 32    |
| 32    | 25 a 29 | 40    |
| 44    | 20 a 24 | 12    |
| 38    | 15 a 19 | 30    |
| 36    | 10 a 14 | 36    |
| 28    | 5 a 9   | 40    |
| 36    | 0 a 4   | 12    |

## Economia
El 2007 la població en edat de treballar era de 817 persones, 532 eren actives i 285 eren inactives. De les 532 persones actives 435 estaven ocupades (247 homes i 188 dones) i 97 estaven aturades (33 homes i 64 dones). De les 285 persones inactives 87 estaven jubilades, 110 estaven estudiant i 88 estaven classificades com a «altres inactius».

### Ingressos
El 2009 a Bains-les-Bains hi havia 576 unitats fiscals que integraven 1.209 persones, la mediana anual d'ingressos fiscals per persona era de 14.619 €.

### Activitats econòmiques
Dels 93 establiments que hi havia el 2007, 1 era d'una empresa extractiva, 3 d'empreses alimentàries, 1 d'una empresa de fabricació de material elèctric, 2 d'empreses de fabricació d'altres productes industrials, 5 d'empreses de construcció, 20 d'empreses de comerç i reparació d'automòbils, 3 d'empreses de transport, 13 d'empreses d'hostatgeria i restauració, 3 d'empreses financeres, 4 d'empreses immobiliàries, 13 d'empreses de serveis, 14 d'entitats de l'administració pública i 11 d'empreses classificades com a «altres activitats de serveis».
Dels 31 establiments de servei als particulars que hi havia el 2009, 1 era una oficina d'administració d'Hisenda pública, 1 gendarmeria, 1 oficina de correu, 3 oficines bancàries, 1 funerària, 3 tallers de reparació d'automòbils i de material agrícola, 1 autoescola, 2 paletes, 2 guixaires pintors, 1 fusteria, 1 lampisteria, 3 perruqueries, 6 veterinaris, 2 restaurants, 1 agència immobiliària, 1 tintoreria i 1 saló de bellesa.
Dels 15 establiments comercials que hi havia el 2009, 2 eren supermercats, 1 una botiga de més de 120 m², 4 fleques, 1 una fleca, 3 botigues de roba, 1 una botiga d'equipament de la llar, 1 una sabateria, 1 una botiga d'electrodomèstics i 1 una joieria.
L'any 2000 a Bains-les-Bains hi havia 24 explotacions agrícoles que ocupaven un total de 850 hectàrees.

## Equipaments sanitaris i escolars
El 2009 hi havia 1 farmàcia i 1 ambulància.
El 2009 hi havia 1 escola maternal i 1 escola elemental. A Bains-les-Bains hi havia 1 col·legi d'educació secundària i 1 liceu tecnològic. Als col·legis d'educació secundària hi havia 187 alumnes i als liceus tecnològics 199.

## Poblacions més properes
El següent diagrama mostra les poblacions més properes.